# Borussia Velbert
Borussia Velbert (offiziell: Sportverein Borussia 06 Velbert e. V.) war ein Sportverein aus Velbert im Kreis Mettmann. Die erste Fußballmannschaft spielte zwei Jahre in der höchsten niederrheinischen Amateurliga.

## Geschichte
Der Verein wurde im Jahre 1906 gegründet. Im Jahre 1930 stiegen die Borussen in die seinerzeit zweitklassige 1. Bezirksklasse Berg/Mark auf und blieb bis zur Einführung der Gauliga Niederrhein 1933 zweitklassig. Am 4. November 1941 schloss sich die Borussia mit dem SSV Velbert zu einer Kriegsspielgemeinschaft zusammen. Nach dem Ende des Zweiten Weltkrieges spielte die Borussia zunächst in der Bezirksklasse. Dort wurden die Velberter 1950 und 1952 jeweils Vizemeister hinter Schwarz-Weiß Wuppertal bzw. dem SC Sonnborn 07.
1953 wurde die Borussia schließlich Meister und stieg in die Landesliga auf, die seinerzeit die höchste Amateurliga am Niederrhein bildete. Nach nur einem Jahr folgte der Abstieg in die Bezirksklasse, dem der direkte Wiederaufstieg folgte. Zwar wurden die Velberter Letzter, verblieben aber aufgrund der Einführung der Verbandsliga Niederrhein in der Landesliga. Dem Abstieg im Jahre 1968 folgte der direkte Wiederaufstieg. Sportlicher Höhepunkt der Borussia war der dritte Platz in der Saison 1972/73, ehe die Velberter drei Jahre später erneut in die Bezirksklasse absteigen mussten. 
Im Jahre 2003 fusionierte Borussia Velbert mit der TVg Langenhorst zum SC Velbert.

## Persönlichkeiten
- Sebastian Boenisch
- Theo Breuer
- Dimitrios Grammozis
- Andreas Luthe
- Adolf Steinig